# Nephrotoma madagascariensis
Nephrotoma madagascariensis là một loài ruồi trong họ Ruồi hạc (Tipulidae). Chúng phân bố ở vùng nhiệt đới châu Phi.